# اوینو چاوز
اوینو چاوز (انگلیسی: Avelino Chaves; ۲۶ ژانویهٔ ۱۹۳۱ – ۱۰ ژانویهٔ ۲۰۲۱) بازیکن فوتبال اهل اسپانیا بود.